# Boo! (groupe)
Pour les articles homonymes, voir Boo.

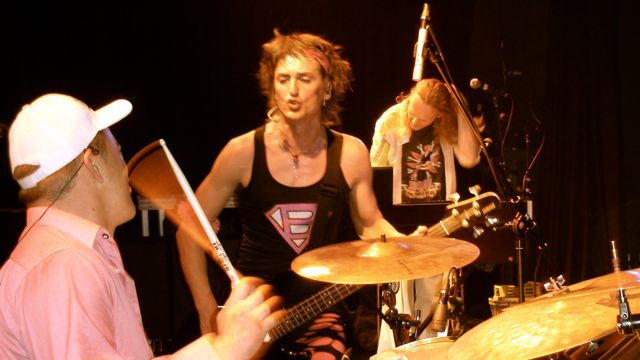
Boo! sur scène en 2010.

Boo! est un groupe de Rock/Ska/Novo Dub Sud-Africain né en 1997 et reformé en 2010 après une séparation fin 2004.
Il est à l'origine composé de Chris Chameleon à la voix et à la basse, Ampie Omo au clavier, trompette, trombone, percussions, et de Leon Retief ("Princess Leonie") (parfois crédité comme Boney Leony) à la batterie et aux chœurs. Pour leur retour en 2010, ce dernier est remplacé par Riaan Van Rensburg. Ils enregistrent début 2010 leur nouvel album aux Pays-Bas.
Le groupe définit sa musique comme étant du "Monki punk".

## Discographie
- Banana Flava (live) 1998 (Cassette)
- PineApple Flava (1998)
- The 3 BOO? dists 1999
- Shooting Star (2002)
- Naughties (2003)
- TNTLC (2003)
- The Three of Us 2010

### Récompenses
Le groupe a reçu un "South African Music Award" en 2002 dans la catégorie "Meilleur Album Pop" pour l'album "Shooting Star".